# Lista över hotade världsarv
Detta är en lista med hotade världsarv. Unescos världsarvskommitté har gjort en särskild lista för de objekt på världsarvslistan som riskerar att förstöras av väpnade konflikter, naturkatastrofer eller människors påverkan på miljön.
Världsarv som blir helt förstörda kan komma att tas bort såväl från listan över hotade världsarv som den stora världsarvslistan.
Efter världsarvskommitténs kongress 24 juni - 6 juli 2012 är 38 världsarv upptagna på listan över hotade världsarv. Världsarv som blir upptagna på denna lista kan få ekonomiskt stöd från Världsarvsfonden för hotade objekt. Det är även en signal till det internationella samfundet att göra insatser för att rädda världsarvet.
Siffran som anges före namnet på världsarvet är året då objektet blev uppsatt på listan för hotade världsarv.

## Afghanistan
- 2002 - Hari Ruds minaret och fornlämningarna i Jam
- 2003 - Bamiyan-dalens kulturlandskap och fornlämningar

## Belize
- 2009 - Belize barriärrev

## Centralafrikanska republiken
- 1997 - Manovo-Gounda St. Floris nationalpark

## Chile
- 2005 - Humberstone salpeterbruk och Santa Laura salpeterbruk

## Colombia
- 2009 - Los Katíos nationalpark

## Kongo-Kinshasa
- 1994 - Virunga nationalpark
- 1996 - Garamba nationalpark
- 1997 - Kahuzi-Biega nationalpark
- 1997 - Okapi viltreservat
- 1999 - Salonga nationalpark

## Egypten
- 2001 - Abu Mena

## Elfenbenskusten
- 1992 - Nimbabergets naturreservat (delvis i Guinea)
- 2003 - Komoé nationalpark

## Etiopien
- 1996 - Simenbergens nationalpark

## Georgien
- 2009 - Historiska monumenten i Mtscheta
- 2010 - Bagratikatedralen och Gelatiklostret

## Guinea
- 1992 - Nimbabergets naturreservat (delvis i Elfenbenskusten)

## Honduras
- 2011 - Río Plátano biosfärområde[3]

## Indonesien
- 2011 - Sumatras tropiska regnskog[4]

## Iran
- 2004 - Staden Bam och dess kulturlandskap

## Irak
- 2003 - Ashur (Qal'at Sherqat)
- 2007 - Arkeologiska staden Samarra

## Jemen
- 2000 - Den historiska staden Zabid

## Jerusalem
- 1982 - De historiska delarna av Jerusalem

(Området ligger i östra Jerusalem som har kontrollerats av Israel sedan 1967, men erkänns inte som israeliskt territorium av FN och många länder.)

## Kosovo[anm 1]
- 2006 - Medeltida monument i Kosovo

## Libyen
- 2016 – Kyrene[5]
- 2016 – Leptis Magna[5]
- 2016 – Sabratha[5]
- 2016 – Gamla staden i Ghadames[5]
- 2016 – Klippmålningarna i Tadrart Acacus[5]

## Madagaskar
- 2010 - Atsinananas regnskogar

## Mali
- 2012 - Timbuktu (listat som hotat världsarv även 1990–2005)
- 2012 - Askias grav

## Niger
- 1991 - Aïr och Ténéré naturreservat

## Panama
- 2012 - De militära forten vid Panamas karibiska kust: Portobelo-San Lorenzo[6]

## Peru
- 1986 - Chan Chan (arkeologiska lämningar av staden Chan Chan)

## Senegal
- 2007 - Niokolo-Koba nationalpark

## Storbritannien
- 2012 - Handels- och sjöfartsstaden Liverpool[7]

## Tanzania
- 2004 - Kilwa Kisiwanis och Songo Mnaras ruiner

## Uganda
- 2010 - Bugandakungarnas gravar i Kasubi

## Ukraina
- 2023 – Odessas historiska centrum[8]

## USA
- 2010 - Everglades nationalpark

## Venezuela
- 2005 - Coro och dess hamn